# Silver City (Mississipi)
Silver City és una població dels Estats Units a l'estat de Mississipi. Segons el cens del 2000 tenia 337 habitants.

## Demografia
Segons el cens del 2000, Silver City tenia 337 habitants, 124 habitatges, i 76 famílies. La densitat de població era de 213,3 habitants per km².
Dels 124 habitatges en un 33,1% hi vivien nens de menys de 18 anys, en un 31,5% hi vivien parelles casades, en un 24,2% dones solteres, i en un 38,7% no eren unitats familiars. En el 36,3% dels habitatges hi vivien persones soles el 15,3% de les quals corresponia a persones de 65 anys o més que vivien soles. El nombre mitjà de persones vivint en cada habitatge era de 2,72 i el nombre mitjà de persones que vivien en cada família era de 3,59.
Per edats la població es repartia de la següent manera: un 30,6% tenia menys de 18 anys, un 9,2% entre 18 i 24, un 24% entre 25 i 44, un 22% de 45 a 60 i un 14,2% 65 anys o més.
L'edat mediana era de 36 anys. Per cada 100 dones de 18 o més anys hi havia 68,3 homes.
La renda mediana per habitatge era de 22.083 $ i la renda mediana per família de 20.000 $. Els homes tenien una renda mediana de 23.125 $ mentre que les dones 16.250 $. La renda per capita de la població era de 15.459 $. Entorn del 36,6% de les famílies i el 49,3% de la població estaven per davall del llindar de pobresa.

## Poblacions més properes
El següent diagrama mostra les poblacions més properes.